# Portobelo (distrito)
Portobelo é um distrito da província de Colón, Panamá. Possui uma área de 394,20 km² e uma população de 7.964 habitantes (censo 2000), perfazendo uma densidade demográfica de 20,20 hab./km². Sua capital é a cidade de Portobelo. O distrito de Portobelo possui uma das mais belas ilhas da costa Atlântica do Panamá, chamada Isla Grande.